# Championnat de France féminin de football de deuxième division 1995-1996
Navigation
Édition précédente Édition suivante
Le National 1B 1995-1996  est la 8e édition du Championnat de France féminin de football de seconde division. 
Le deuxième niveau du championnat féminin oppose trente clubs français répartis en trois groupes de dix clubs, en une série de dix-huit rencontres jouées durant la saison de football. En fin de saison, les meilleures équipes de chaque groupe s'affrontent lors d'un tournoi final, où chaque équipe affronte une seule fois les deux autres.
Les trois clubs participants au tournoi final montent en National 1A lors de la saison suivante alors que les deux derniers clubs de chaque groupe sont relégués en championnat interrégional.
Lors de l'exercice précédent, le FCF Condéen, le Paris SG et l'US Orléans ont été relégués après avoir fini aux trois dernières places de National 1A. L'AS Nancy-Lorraine, l'AS Saint-Quentin FF, le FC Bergot, le FC Félines Saint-Cyr, le FOS Hem, le FC Gujan Mestras et l'AS Reds Valenton, ont quant à eux, gagné le droit d'évoluer dans ce championnat après avoir terminé aux premières places de leurs groupes de championnat interrégional.  
La compétition est remportée par l'ESOFV La Roche-sur-Yon qui est promu en compagnie de l'USO Bruay-la-Buissière et du Celtic de Beaumont. Dans le bas du classement, le FOS Hem, l'AS Reds Valenton, l'OS Monaco, l'ASSF Épinal, le Tours EC, et le FC Bergot sont relégués en championnat interrégional.

## Participants
Ce tableau présente les trente équipes qualifiées pour disputer le championnat 1995-1996. On y trouve le nom des clubs, la date de création du club, l'année de la dernière accession à cette division, le nom des stades ainsi que la capacité de ces derniers.
Le championnat comprend trois groupes de dix équipes.
Légende des couleurs
- Relégué de National 1A.
- Promu de championnat interrégional.

| \| USO Bruay-la-Buissière FC Vendenheim I AS Nancy-Lorraine Paris SG US Compiègne CS Blanc Mesnil AS Saint-Quentin US Orléans FOS Hem AS Reds Valenton \| Localisation des clubs engagés dans le groupe A. |
| USO Bruay-la-Buissière FC Vendenheim I AS Nancy-Lorraine Paris SG US Compiègne CS Blanc Mesnil AS Saint-Quentin US Orléans FOS Hem AS Reds Valenton                                                        |

| Nom du club            | Date de création | Dernière accession | Classement 1994-1995 | Stade                       | Capacité |
| ---------------------- | ---------------- | ------------------ | -------------------- | --------------------------- | -------- |
| Paris SG               | 1971             | 1995               | N1A                  | Stade Georges Lefevre       | 3 500    |
| US Orléans             | -                | 1995               | N1A                  | -                           | -        |
| CS Blanc-Mesnil        | -                | 1994               | 3 (Gr A)             | -                           | -        |
| US Compiègne           | 1988             | 1994               | 5 (Gr A)             | Stade de Mercières          | -        |
| USO Bruay-la-Buissière | 1977             | 1992               | 6 (Gr A)             | Complexe Léo Lagrange       | -        |
| FC Vendenheim          | 1974             | 1992               | 7 (Gr A)             | Stade Waldeck               | -        |
| AS Nancy-Lorraine      | -                | 1995               | CIR                  | Stade Marcel-Picot (Annexe) | -        |
| AS Saint-Quentin FF    | 1980             | 1995               | CIR                  | Stade Philippe Roth         | -        |
| FOS Hem                | 1970             | 1995               | CIR                  | -                           | -        |
| AS Reds Valenton       | -                | 1995               | CIR                  | -                           | -        |

| \| Celtic de Beaumont FC Félines Saint-Cyr Montpellier Le Crès Besançon AFF US Villers-les-Pots RC Saint-Étienne Grenoble FF FCF Ambilly OS Monaco ASSF Épinal \| Localisation des clubs engagés dans le groupe B. |
| Celtic de Beaumont FC Félines Saint-Cyr Montpellier Le Crès Besançon AFF US Villers-les-Pots RC Saint-Étienne Grenoble FF FCF Ambilly OS Monaco ASSF Épinal                                                        |

| Nom du club          | Date de création | Dernière accession | Classement 1994-1995 | Stade                  | Capacité |
| -------------------- | ---------------- | ------------------ | -------------------- | ---------------------- | -------- |
| Montpellier Le Crès  | -                | 1992               | 2 (Gr B)             | Stade Joseph Blanc     | 1 000    |
| Besançon AFF         | -                | 1992               | 2 (Gr A)             | -                      | -        |
| RC Saint-Étienne     | 1977             | 1993               | 3 (Gr B)             | Stade Léon Nautin      | 1 500    |
| US Villers-les-Pots  | -                | 1992               | 4 (Gr A)             | -                      | -        |
| Celtic de Beaumont   | 1970             | 1992               | 5 (Gr B)             | Stade Saint-Menet      | -        |
| OS Monaco            | -                | 1994               | 6 (Gr B)             | -                      | -        |
| FCF Ambilly          | 1978             | 1993               | 7 (Gr B)             | -                      | -        |
| Grenoble FF          | 1983             | 1992               | 8 (Gr B)             | -                      | -        |
| ASSF Épinal          | 1978             | 1994               | 8 (Gr A)             | Stade de la Colombière | -        |
| FC Félines Saint-Cyr | -                | 1995               | CIR                  | -                      | -        |

| \| ESOFV La Roche-sur-Yon Stade quimperois CBOSL Football ES Cormelles-le-Royal ASPTT Vannes FC Gujan Mestras FCF Condéen FCE Arlac Tours EC FC Bergot \| Localisation des clubs engagés dans le groupe C. |
| ESOFV La Roche-sur-Yon Stade quimperois CBOSL Football ES Cormelles-le-Royal ASPTT Vannes FC Gujan Mestras FCF Condéen FCE Arlac Tours EC FC Bergot                                                        |

| Nom du club            | Date de création | Dernière accession | Classement 1994-1995 | Stade                               | Capacité |
| ---------------------- | ---------------- | ------------------ | -------------------- | ----------------------------------- | -------- |
| FCF Condéen            | 1978             | 1995               | N1A                  | Stade Robert Gossart                | -        |
| Stade quimpérois       | 1971             | 1994               | 2 (Gr C)             | Stade de Kerhuel                    | 2 040    |
| Tours EC               | -                | 1994               | 3 (Gr C)             | Stade de la Vallée du Cher (Annexe) | -        |
| ES Cormelles-le-Royal  | 1953             | 1992               | 4 (Gr C)             | Stade Municipal                     | -        |
| ESOFV La Roche-sur-Yon | 1978             | 1992               | 5 (Gr C)             | Stade de Saint-André                | 1 800    |
| ASPTT Vannes           | -                | 1994               | 6 (Gr C)             | -                                   | -        |
| FCE Arlac              | 1976             | 1992               | 7 (Gr C)             | Stade Joseph-Antoine Cruchon        | -        |
| CBOSL Football         | -                | 1992               | 8 (Gr C)             | Stade de l'Arceau                   | -        |
| FC Gujan Mestras       | -                | 1995               | CIR                  | -                                   | -        |
| FC Bergot              | 1974             | 1995               | CIR                  | Stade Kérédern                      | -        |

## Compétition

### Classement
Le classement est calculé avec le barème de points suivant : une victoire vaut trois points, le match nul un et la défaite zéro.
Critères appliqués pour départager en cas d'égalité au classement :
1. classement aux points des matchs joués entre les clubs ex æquo ;
2. différence entre les buts marqués et les buts concédés par chacun d’eux au cours des matchs qui les ont opposés ;
3. différence entre les buts marqués et les buts concédés sur la totalité des matchs joués dans le championnat ;
4. plus grand nombre de buts marqués sur la totalité des matchs joués dans le championnat ;
5. en cas de nouvelle égalité, une rencontre supplémentaire aura lieu sur terrain neutre avec, éventuellement, l’épreuve des tirs au but.

Classement du Groupe A
| Rang | Équipe                 | Pts | J  | G  | N | P  | Bp | Bc | Diff |
| ---- | ---------------------- | --- | -- | -- | - | -- | -- | -- | ---- |
| 1    | USO Bruay-la-Buissière | 36  | 18 | 10 | 6 | 2  | 49 | 20 | +29  |
| 2    | FC Vendenheim          | 35  | 18 | 11 | 2 | 5  | 34 | 28 | +6   |
| 3    | AS Nancy-Lorraine P    | 31  | 18 | 9  | 4 | 5  | 29 | 20 | +9   |
| 4    | Paris SG R             | 30  | 18 | 9  | 3 | 6  | 34 | 31 | +3   |
| 5    | US Compiègne P         | 27  | 18 | 8  | 3 | 7  | 33 | 31 | +2   |
| 6    | CS Blanc-Mesnil        | 23  | 18 | 7  | 2 | 9  | 39 | 33 | +6   |
| 7    | AS Saint-Quentin FF P  | 22  | 18 | 6  | 4 | 8  | 23 | 27 | -4   |
| 8    | US Orléans R           | 18  | 18 | 5  | 3 | 10 | 19 | 35 | -16  |
| 9    | FOS Hem P              | 15  | 18 | 3  | 6 | 9  | 19 | 36 | -17  |
| 10   | AS Reds Valenton P     | 12  | 18 | 4  | 3 | 11 | 33 | 51 | -18  |

|  | Promu en National 1A et qualifié pour le tournoi final. |
|  | Relégué en championnat interrégional. |
|  | R Relégué de National 1A P Promu de championnat interrégional. Pts points ; G victoires ; N match nuls ; P défaites Bp buts marqués ; Bc buts encaissés ; Diff différence de buts |

Classement du Groupe B
| Rang | Équipe                 | Pts | J  | G  | N | P  | Bp | Bc | Diff |
| ---- | ---------------------- | --- | -- | -- | - | -- | -- | -- | ---- |
| 1    | Celtic de Beaumont     | 39  | 18 | 12 | 3 | 3  | 44 | 24 | +20  |
| 2    | FC Félines Saint-Cyr P | 38  | 18 | 11 | 5 | 2  | 33 | 16 | +17  |
| 3    | Montpellier Le Crès    | 33  | 18 | 9  | 6 | 3  | 63 | 27 | +36  |
| 4    | Besançon AFF           | 30  | 18 | 9  | 3 | 6  | 46 | 28 | +18  |
| 5    | US Villers-les-Pots    | 28  | 18 | 9  | 3 | 6  | 44 | 35 | +9   |
| 6    | RC Saint-Étienne       | 21  | 18 | 6  | 3 | 9  | 34 | 51 | -17  |
| 7    | Grenoble FF            | 17  | 18 | 5  | 5 | 8  | 27 | 26 | +1   |
| 8    | FCF Ambilly            | 16  | 18 | 5  | 1 | 12 | 21 | 43 | -22  |
| 9    | OS Monaco              | 16  | 18 | 4  | 4 | 10 | 28 | 51 | -23  |
| 10   | ASSF Épinal            | 8   | 18 | 1  | 5 | 12 | 22 | 61 | -39  |

|  | Promu en National 1A et qualifié pour le tournoi final.                                                                                                  |
|  | Relégué en championnat interrégional. |
|  | P Promu de championnat interrégional. Pts points ; G victoires ; N match nuls ; P défaites Bp buts marqués ; Bc buts encaissés ; Diff différence de buts |

Classement du Groupe C
| Rang | Équipe                 | Pts | J  | G  | N | P  | Bp | Bc | Diff |
| ---- | ---------------------- | --- | -- | -- | - | -- | -- | -- | ---- |
| 1    | ESOFV La Roche-sur-Yon | 48  | 18 | 16 | 0 | 2  | 49 | 13 | +36  |
| 2    | Stade quimpérois       | 46  | 18 | 15 | 1 | 2  | 59 | 18 | +41  |
| 3    | CBOSL Football         | 27  | 18 | 7  | 6 | 5  | 32 | 26 | +6   |
| 4    | ES Cormelles-le-Royal  | 26  | 18 | 7  | 5 | 6  | 40 | 43 | -3   |
| 5    | ASPTT Vannes           | 25  | 18 | 8  | 1 | 9  | 42 | 34 | +8   |
| 6    | FC Gujan Mestras P     | 24  | 18 | 7  | 3 | 8  | 38 | 47 | -9   |
| 7    | FCF Condéen R          | 21  | 18 | 6  | 3 | 9  | 33 | 32 | +1   |
| 8    | FCE Arlac              | 20  | 18 | 5  | 5 | 8  | 33 | 33 | 0    |
| 9    | Tours EC               | 17  | 18 | 4  | 5 | 9  | 35 | 35 | 0    |
| 10   | FC Bergot P            | -4  | 18 | 0  | 1 | 17 | 12 | 92 | -80  |

|  | Promu en National 1A et qualifié pour le tournoi final. |
|  | Relégué en championnat interrégional. |
|  | R Relégué de National 1A P Promu de championnat interrégional. Pts points ; G victoires ; N match nuls ; P défaites Bp buts marqués ; Bc buts encaissés ; Diff différence de buts |

### Résultats
Groupe A
| Résultats (▼dom., ►ext.)                                   | Bla | Bru | Com | Hem | Nan | Orl | PSG | S-Q | Val | Ven |
| CS Blanc-Mesnil                                            |     | -   | -   | -   | -   | -   | -   | -   | -   | -   |
| USO Bruay-la-Buissière                                     | -   |     | -   | -   | -   | -   | -   | -   | -   | -   |
| US Compiègne                                               | -   | -   |     | -   | -   | -   | -   | -   | -   | -   |
| FOS Hem                                                    | -   | -   | -   |     | -   | -   | -   | -   | -   | -   |
| AS Nancy-Lorraine                                          | -   | -   | -   | -   |     | -   | -   | -   | -   | -   |
| US Orléans                                                 | -   | -   | -   | -   | -   |     | -   | -   | -   | -   |
| Paris SG                                                   | -   | -   | -   | -   | -   | -   |     | -   | -   | -   |
| AS Saint-Quentin FF                                        | -   | -   | -   | -   | -   | -   | -   |     | -   | -   |
| AS Reds Valenton                                           | -   | -   | -   | -   | -   | -   | -   | -   |     | -   |
| FC Vendenheim                                              | -   | -   | -   | -   | -   | -   | -   | -   | -   |     |
| - Victoire à domicile - Match nul - Victoire à l'extérieur |     |     |     |     |     |     |     |     |     |     |

Groupe B
Source : Championnat de France de D2 1995-1996 - Groupe B - Calendrier, sur rsssf.com
| Résultats (▼dom., ►ext.)                                   | Amb | Bes | Épi | Gre | Cel | Mon | Mon | Fél | S-É | Vil |
| FCF Ambilly                                                |     | 1-3 | 2-0 | 0-2 | 1-3 | 2-1 | 1-6 | 0-3 | 1-2 | 1-0 |
| Besançon AFF                                               | 2-4 |     | 5-0 | 2-1 | 1-1 | 4-1 | 6-3 | 0-1 | 6-2 | 6-0 |
| ASSF Épinal                                                | 3-3 | 3-1 |     | 1-5 | 2-2 | 2-5 | 0-3 | 3-5 | 1-4 | 0-3 |
| Grenoble FF                                                | 3-0 | 1-0 | 1-1 |     | 0-2 | 0-0 | 0-0 | 0-1 | 6-2 | 2-2 |
| Celtic de Beaumont                                         | 2-0 | 1-0 | 5-1 | 1-0 |     | 7-0 | 2-2 | 3-1 | 2-1 | 5-2 |
| OS Monaco                                                  | 2-1 | 1-2 | 3-3 | 3-2 | 0-3 |     | 0-7 | 4-2 | 1-1 | 2-5 |
| Montpellier Le Crès                                        | 5-1 | 1-3 | 5-1 | 3-0 | 6-0 | 2-2 |     | 2-2 | 8-0 | 5-1 |
| FC Félines Saint-Cyr                                       | 1-0 | 1-0 | 1-1 | 1-1 | 3-0 | 2-0 | 1-1 |     | 2-0 | 0-0 |
| RC Saint-Étienne                                           | 0-3 | 2-2 | 4-0 | 1-0 | 3-5 | 3-1 | 3-3 | 2-0 |     | 5-2 |
| US Villers-les-Pots                                        | 5-0 | 2-2 | 4-0 | 3-1 | 1-0 | 3-2 | 4-1 | 1-2 | 6-1 |     |
| - Victoire à domicile - Match nul - Victoire à l'extérieur |     |     |     |     |     |     |     |     |     |     |

Groupe C
| Résultats (▼dom., ►ext.)                                   | CBOSL | Arl | Ber | Con | Cor | Guj | Roc | Qui | Tou | Van |
| CBOSL Football                                             |       | -   | -   | -   | -   | -   | -   | -   | -   | -   |
| FCE Arlac                                                  | -     |     | -   | -   | -   | -   | -   | -   | -   | -   |
| FC Bergot                                                  | -     | -   |     | -   | -   | -   | -   | -   | -   | -   |
| FCF Condéen                                                | -     | -   | -   |     | -   | -   | -   | -   | -   | -   |
| ES Cormelles-le-Royal                                      | -     | -   | -   | -   |     | -   | -   | -   | -   | -   |
| FC Gujan Mestras                                           | -     | -   | -   | -   | -   |     | -   | -   | -   | -   |
| ESOFV La Roche-sur-Yon                                     | -     | -   | -   | -   | -   | -   |     | -   | -   | -   |
| Stade quimpérois                                           | -     | -   | -   | -   | -   | -   | -   |     | -   | -   |
| Tours EC                                                   | -     | -   | -   | -   | -   | -   | -   | -   |     | -   |
| ASPTT Vannes                                               | -     | -   | -   | -   | -   | -   | -   | -   | -   |     |
| - Victoire à domicile - Match nul - Victoire à l'extérieur |       |     |     |     |     |     |     |     |     |     |

### Tournoi final
Le tournoi final du championnat oppose les meilleures équipes de chaque groupe lors d'un mini-tournoi à trois. Les équipes affrontent une seule fois leurs deux adversaires selon un calendrier tiré aléatoirement. 
Le classement est calculé avec le barème de points suivant : une victoire vaut quatre points, le match nul deux en cas de victoire aux tirs au but et un en cas de défaite et la défaite zéro. 
Critères de départage en cas d'égalité au classement :
1. classement aux points des matchs joués entre les clubs ex æquo ;
2. différence entre les buts marqués et les buts concédés par chacun d’eux au cours des matchs qui les ont opposés ;
3. différence entre les buts marqués et les buts concédés sur la totalité des matchs joués dans le championnat ;
4. plus grand nombre de buts marqués sur la totalité des matchs joués dans le championnat ;
5. en cas de nouvelle égalité, une rencontre supplémentaire aura lieu sur terrain neutre avec, éventuellement, l’épreuve des tirs au but.

Classement
| Rang | Équipe                 | Pts | J | G | N | P | Bp | Bc | Diff |
| ---- | ---------------------- | --- | - | - | - | - | -- | -- | ---- |
| 1    | ESOFV La Roche-sur-Yon | 8   | 2 | 2 | 0 | 0 | 5  | 2  | +3   |
| 2    | USO Bruay-la-Buissière | 5   | 2 | 1 | 0 | 1 | 2  | 3  | -1   |
| 3    | Celtic de Beaumont     | 2   | 2 | 0 | 0 | 2 | 3  | 5  | -2   |

|  | Pts points ; G victoires ; N match nuls ; P défaites Bp buts marqués ; Bc buts encaissés ; Diff différence de buts |

Résultats
| 1re journée | 1re journée            | 1re journée | 1re journée            |
| Date        | Club                   | Score       | Club                   |
| ----------- | ---------------------- | ----------- | ---------------------- |
| 19/05/1996  | USO Bruay-la-Buissière | 2-1         | Celtic de Beaumont     |
| 2e journée  |                        |             |                        |
| Date        | Club                   | Score       | Club                   |
| 02/06/1996  | Celtic de Beaumont     | 2-3         | ESOFV La Roche-sur-Yon |
| 3e journée  |                        |             |                        |
| Date        | Club                   | Score       | Club                   |
| 09/06/1996  | ESOFV La Roche-sur-Yon | 2-0         | USO Bruay-la-Buissière |

## Bilan de la saison
| Championnat de France féminin de football de deuxième division 1995-1996 |                                    |
| Champion                                                                 | ESOFV La Roche-sur-Yon (1er titre) |
| Promotions et relégations                                                |                                    |
| Promus en National 1A                                                    | USO Bruay-la-Buissière             |
| Promus en National 1A                                                    | ESOFV La Roche-sur-Yon             |
| Promus en National 1A                                                    | Celtic de Beaumont                 |
| Relégués en National 1B                                                  | ASPTT Strasbourg                   |
| Relégués en National 1B                                                  | FCF Hénin-Beaumont                 |
| Relégués en National 1B                                                  | Poissy JSF                         |